# Bubovice
Bubovice (en allemand : Bubowitz) est une commune du district de Beroun, dans la région de Bohême-Centrale, en Tchéquie. Sa population s'élevait à 546 habitants en 2020.

## Géographie
Bubovice se trouve à 6 km à l'est de Beroun et à 23 km au sud-ouest du centre de Prague.
La commune est limitée par Svatý Jan pod Skalou au nord-ouest, par Loděnice au nord, par Lužce au nord-est, par Vysoký Újezd à l'est et au sud-est, par Karlštejn et Srbsko au sud, et par Beroun à l'ouest.

## Histoire
La première mention écrite de la localité date de 1333.